# Lars Larsen (skibsbygger)
 Der er flere personer med dette navn, se Lars Larsen (flertydig).
Lars Larsen (25. marts 1758 – 18. januar 1844) var skibsbygger og værftsejer.
I 1802 købte han af Handelshuset Duntzfeldt, Meyer & Co. deres grunde i København (nuværende Larsens Plads).
Ved sin død var han desuden ejer af det Blå Pakhus, af Lade- og Lossepladsen ved Slotsholmen og flere andre ejendomme i København og på Christianshavn.
I 1807 blev han gift med Jacobine Krüger, en datter af kontreadmiral Svend Martin Ursin.